# Исчезнувшие населённые пункты Ивановской области/Южский район
Исчезнувшие населённые пункты Ивановской области/Южский район
- Авдотцыно Малое, Чернцкий с/с, № 483 от 26.10.1964
- Бобриха, Мугреевский с/с, № 86 от 17.02.1972
- Большакова, Груздевский с/с, № 86 от 17.02.1972
- Бурнаково, Снегиревский с/с, № 483 от 26.10.1964
- Бусино, Груздевский с/с, № 483 от 26.10.1964
- Ванюково, Мугреевский с/с, № 9/20-1 от 24.04.1978
- Величкина, Хотимльский с/с, № 86 от 17.02.1972
- Высоково, Мугреевский с/с, № 483 от 26.10.1964
- Галынка, Рыльский с/с, № 86 от 17.02.1972
- Деголево, Хотимльский с/с, № 20/11 от 15.11.1976
- п. дома отдыха «Южский», Преображенский с/с, № 20/11 от 15.11.1976
- Дороднова, Южский с/с, № 86 от 17.02.1972
- п. Дружба, Нефедовский с/с, № 152 от 17.07.1997
- Жуковка, Преображенский с/с, № 152 от 17.07.1997
- Зименки, Мугреевский с/с, № 89 от 8.07.1992
- Кисляково, Изотинский с/с, № 20/11 от 15.11.1976
- п. кирпичного завода № 1 (Посёлок Кирпичного завода № 1), Южский с/с, № 483 от 26.10.1964
- п. Клязьминского торфоболота, Нефедовский с/с, № 152 от 17.07.1997
- Колягино, Преображенский с/с, № 86 от 17.02.1972
- Костяевское торфоболото, Южский с/с, № 86 от 17.02.1972
- Крапивново, Мугреевский с/с, № 483 от 26.10.1964
- Кудерево, Груздевский с/с, № 177 от 1.06.1981
- п. лесоучастка, Рыльский с/с, № 483 от 26.10.1964
- Луговое, Преображенский с/с, № 86 от 17.02.1972
- Максимово, Мугреевский с/с, № 20/11 от 15.11.1976
- Марьинка, 2004[1]
- Могучево, Мугреевский с/с, № 89 от 8.07.1992
- Мозотова, Южский с/с, № 86 от 17.02.1972
- п. Новостройка, сельсовет р. п. Мугреево, № 20/11 от 15.11.1976
- Олтухово , Мугреевский с/с, № 89 от 8.07.1992
- Остапово, Мугреевский с/с, № 89 от 8.07.1992
- Павлова, Южский с/с, № 86 от 17.02.1972
- Павлово, Новоклязьминский с/с, № 89 от 8.07.1992
- Павловская, Мугреевский с/с, № 483 от 26.10.1964
- Погост, Хотимльский с/с, № 483 от 26.10.1964
- Подлесново, Мугреевский с/с, № 483 от 26.10.1964
- Потанино, Мугреевский с/с, № 483 от 26.10.1964
- п. пост № 122, Рыльский с/с, № 86 от 17.02.1972
- п. пристани 8-е февраля, Новоклязьминский с/с, № 152 от 17.07.1997
- п. пристани Зайцево, Хотимльский с/с, № 86 от 17.02.1972
- Протасьевка, Южский с/с, № 86 от 17.02.1972
- Редькино, Изотинский с/с, № 89 от 8.07.1992
- п. Рябоозеро, Груздевский с/с, № 86 от 17.02.1972
- Рязанка, Снегиревский с/с, № 483 от 26.10.1964
- Рязанцева, Груздевский с/с, № 86 от 17.02.1972
- Сереново, Мугреевский с/с, № 21/16 от 12.12.1977
- Соскова, Груздевский с/с, № 86 от 17.02.1972
- Сусаниха, Груздевский с/с, № 483 от 26.10.1964
- Таковец, 2004[1]
- Тельпино, Мугреевский с/с, № 89 от 8.07.1992
- п. полустанка Травинская, Преображенский с/с, № 483 от 26.10.1964
- Ухолово, Мугреевский с/с, № 89 от 8.07.1992
- Фофаново, Хотимльский с/с, № 152 от 17.07.1997
- Хмельниково, Мугреевский с/с, № 17/9 от 11.11.1979
- п. химлесхоза, Груздевский с/с, № 86 от 17.02.1972
- Чураково, Изотинский с/с, № 152 от 17.07.1997
- Шестово, Мугреевский с/с, № 86 от 17.02.1972
- п. шлюза № 3, Хотимльский с/с, № 86 от 17.02.1972
- п. шлюза № 5, Снегиревский с/с, № 86 от 17.02.1972
- п. Шуйского гортопа, Преображенский с/с, № 483 от 26.10.1964